# Jerry Jones

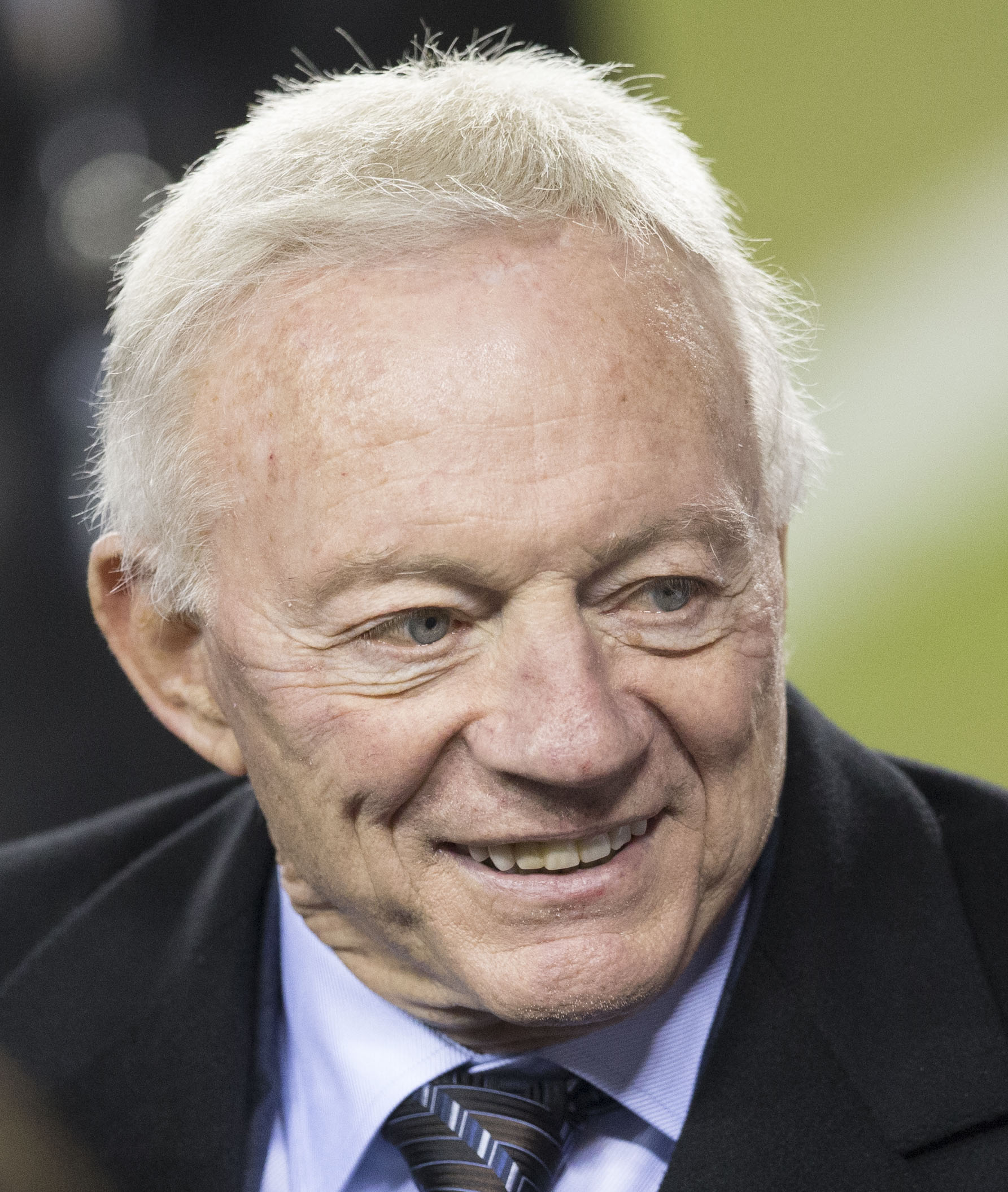
Jerry Jones, 2015

Jerrel Wayne „Jerry“ Jones (* 13. Oktober 1942 in Los Angeles) ist der Besitzer der Dallas Cowboys, eines American-Football-Teams in der National Football League (NFL). Seit Jones die Cowboys besitzt, haben sie drei Mal den Super Bowl gewonnen.

## Laufbahn
Jones wuchs in Little Rock, Arkansas, auf und besuchte dort die High School, an der er als Runningback erste Erfahrungen mit American Football machte. Während seines Studiums an der University of Arkansas spielte er bei den Arkansas Razorbacks als Guard. Die College-Mannschaft wurde im Jahr 1964 mit ihm zum nationalen Meister im College Football erklärt. Nach seinem Studium begann er in Oklahoma ein Ölunternehmen aufzubauen. Das Unternehmen ist noch heute in seinem Besitz.
Im Jahr 1989 kaufte Jones die Dallas Cowboys, die zu diesem Zeitpunkt eines der schlechtesten Teams der National Football League (NFL) waren. Eine seiner ersten Handlungen war die Entlassung von Head Coach Tom Landry, dem legendären Trainer der Cowboys. Für diese Entlassung steht er noch heute bei den Fans unter Kritik, zumal auch der langjährige General Manager der Cowboys, Tex Schramm, nach der Entlassung seines Weggefährten Landry seinen Rücktritt erklärte. Jones etablierte seinen alten Studienkollegen Jimmy Johnson als neuen Trainer. Zusammen mit ihm entwickelte er ein neues Konzept, um die Mannschaft wieder an die Ligaspitze zu führen. Die Cowboys gewannen mit Jimmy Johnson als Head Coach jeweils nach der Saison 1992 und 1993 den Super Bowl (Super Bowl XXVII und Super Bowl XXVIII). Unter seinem Nachfolger Barry Switzer gewannen sie nach der Saison 1995 den Super Bowl XXX.
Jerry Jones hat mit seiner Ehefrau Gene drei Kinder, Stephen, Charlotte und Jerry (Jr.). Er ist Mitglied in der Texas Sports Hall of Fame und wurde 2017 in die Pro Football Hall of Fame aufgenommen.
Einen Gastauftritt hat er in der Fernsehserie Landman (S1E9) und berichtet dort von seinem Kauf der Dallas Cowboys.

## Vermögen
Das Vermögen von Jerry Jones wird auf der Forbes-Liste 2018 mit 5,6 Milliarden US-Dollar angegeben. Damit belegt er Platz 321 auf der Forbes-Liste der reichsten Menschen der Welt.

## Quelle
- Jens Plassmann: NFL – American Football. Das Spiel, die Stars, die Stories (= Rororo 9445 rororo Sport). Rowohlt, Reinbek bei Hamburg 1995, ISBN 3-499-19445-7.